# 86
Aquesta pàgina és per a l'any. Per al nombre, vegeu vuitanta-sis.
El 86 (LXXXVI) fou un any comú començat en diumenge del calendari julià.

## Naixements
- 19 de setembre - Antoni Pius, emperador de Roma.[1]